# Zajmina Vasjari
Zajmina Vasjari, född den 17 juni 1987 i Durrës i Albanien, är en albansk sångerska och fotomodell. Hon blev år 2002, vid 15 års ålder, utsedd till Miss Albanien.

## Karriär
Efter att ha utsetts till Miss Albanien år 2002 inledde Vasjari sin musikaliska karriär då hon släppte låtar som "Ku je", "Pa ty" och "Kthehu". År 2005 deltog hon i tävlingen Mikrofoni i Artë (gyllene mikrofonen) med låten "Sonte me prit". Året därpå släppte hon singeln "Bonito" tillsammans med sångaren Kastro Zizo. Under samma år ställde hon upp i Top Fest med låten "Mos thuaj jo". År 2007 släppte hon nästa singel med Kastro Zizo som fick titeln "Chupa Chupa". 2010 samarbetade hon med Blero och tillsammans släppte de en musikvideo till låten "Veç ti". Under samma år slutade hon tvåa i tävlingen Çelësi muzikor med låten "Me sy të penduar". Under sommaren 2011 släppte hon låten "Po ta dija", som producerades av den välkände musikern Flori Mumajesi. 2012 släpptes singeln "Bardhë e zi" tillsammans med Cekic. I november samma år deltog hon i Kënga Magjike 14 med låten "Do pi" med vilken hon tog sig till finalen den 10 november. Sommaren 2013 släppte hon singeln "I kom" med musikvideo. 2014 släppte hon låten "Shumë" som komponerats av Flori Mumajesi.
I augusti 2015 släppte hon tillsammans med sångaren Elgit Doda musikvideon till låten "Blackout".